# Paul Grunebaum-Ballin
Paul Grunebaum-Ballin (27 mars 1871 à Francfort-sur-le-Main- 4 février 1969 à Paris) est un haut fonctionnaire et historien français.

## Biographie
En 1894, il est reçu comme auditeur de seconde classe au Conseil d’État. De 1904 à 1911, il est chef de cabinet puis directeur-adjoint du cabinet d'Aristide Briand, où il travaille notamment sur la loi de séparation des Églises et de l'État.
De 1911 à 1933, il est nommé président du conseil de préfecture de la Seine, excepté pendant la Première Guerre mondiale durant laquelle il est chef du cabinet civil du général Maurice Sarrail pour l'armée française d'Orient. 
Il devient conseiller d’État en 1933. Il est ensuite président honoraire de section au conseil d’État et conseiller de Léon Blum, il travaille alors sur les lois sociales de 1936.  Il souffle à Blum l'idée de prendre contact avec leur ancien collègue Alfred Lambert-Ribot, membre de la puissante organisation patronale du Comité des Forges, pour mener des négociations. C'est ainsi que le patronat renonce à mettre comme préalable aux discussions l'évacuation des usines. Il préside la cour supérieure d'arbitrage entre 1938 et 1939.
Au sortir de la Seconde Guerre mondiale, il participe à une commission chargée de la nationalisation de l'électricité et du gaz.
Il meurt le 4 février 1969.

## Vie privée
En 1903, il se marie avec Cécile Mayer, fille d'Émile Mayer, devant un parterre de près de 1000 personnes : le tout-Paris des arts, des lettres et de la politique est présent. Le couple Grunebaum-Ballin décide d'adopter les deux enfants d'Henri Bergmann (1880-1923) alors décédé : Olivier (1917-1975) et Denis Bergmann (1919-1987).
Le couple possède une propriété à Hossegor, qu'ils agrandissent et décorent avec goût, et une maison aux Mesnuls achetée au début des années 1930, coin d'Île-de-France qu'ils ont probablement découvert grâce au couple Jouvenel, ils y font quelques travaux mais la maison n'a pas l'eau courante, le puits leur suffit.
Cécile s'investit dans les mouvements des auberges de jeunesse. Fin 1932, elle tente de négocier avec la Ligue française pour les auberges de jeunesse mais, au bout de sept mois, les négociations n'aboutissent pas et elle crée en juin 1933 le Centre laïque des auberges de jeunesse (CLAJ). L'organisation a son propre bulletin : Le Cri des Auberges publié de 1934 à 1940.

## Distinctions
- Commandeur de la Légion d'honneur (1938).